# Шахвердиев, Астан Нуширеван оглы
Астан Нуширеван оглы Шахвердиев (азерб. Şahverdiyev Astan Nüşrəvan oğlu; 15 февраля 1947, Карягино — 15 апреля 2018, Чилагир, Гусарский район) — азербайджанский государственный и политический деятель. Депутат Милли меджлиса Азербайджанской Республики III, IV и V созывов. Доктор технических наук, профессор.

## Биография
Родился Астан Шахвердиев 15 февраля 1947 году в городе Физули Азербайджанской ССР. В 1964 году завершил обучение в средней школе в селе Большие Марджанлы Джебраильского района и в том же году был принят на обучение в Азербайджанский институт нефти и химии, который успешно окончил в 1970 году.
С 1972 по 1974 годы проходил действительную срочную военную службу в рядах Советской Армии.
В 1978 году поступил в аспирантуру Азербайджанского Технического университета и в 1981 году защитил кандидатскую диссертацию по физике тепла.
В 1982 году по конкурсу был избран на должность ассистента кафедры «Теплотехника и тепловые установки» Азербайджанского Технического университета.
Продолжал свою научную деятельность и в 1992 году защитил докторскую диссертацию в Московском энергетическом институте, получив ученую степень доктора технических наук и ученое звание профессора в 1994 году. В 1995 году он был избран действительным членом Нью-Йоркской Академии наук.
В 2001 году был избран на должность заведующего кафедрой «Тепловая и холодная техника» Азербайджанского Технического университета.
Автор более 300 научных работ, опубликованных в ведущих мировых журналах на английском, турецком и русском языках, в том числе 5 монографий, 2 изобретения, 10 учебников и учебных пособий, изданных в Москве и Лондоне. Под научным руководством защищены 9 кандидатских и 3 докторские диссертации.
С 1998 по 2003 год работал координатором в Азербайджанском офисе программы Организации Объединённых Наций по окружающей среде и развитию. С 2004 года являлся членом рабочей группы по возобновляемым источникам энергии EURONETRES ЮНЕСКО и руководящего комитета. Один из авторов учебника «Солнечная энергия», предназначенного для университетов европейских стран.
Являлся заместителем председателя Совета по защите докторских диссертаций при Азербайджанском техническом университете и членом Экспертного совета Высшей аттестационной комиссии при Президенте Азербайджанской Республики.
В совершенстве владел английским и русским языками.
С 2003 года был членом Партии «Новый Азербайджан».
В 2005 году участвовал в выборах в Милли Меджлис III созыва и был избран депутатом по 120-му Джабраиль-Губадлинскому избирательному округу. Затем переизбирался в парламент IV и V созывов по тому же округу на выборах 2010 и 2015 годов.
15 апреля 2018 года умер от остановки сердца в селе Чилагир. Похоронен в Баку на кладбище «Волчьи ворота».
Он был женат. Воспитал двоих детей.